# Szaleję za tobą
Szaleję za tobą – amerykański sitcom kręcony w latach 1992–1999. Serial był emitowany na kanale NBC, w Polsce kilka pierwszych serii wyemitował Polsat. Serial w wersji z dubbingiem pokazywał Canal+. W rolach głównych wystąpili Paul Reiser i Helen Hunt, którzy grają świeżo poślubioną parę mieszkającą w Nowym Jorku. Reiser gra Paula Buchmana, który jest twórcą filmów dokumentalnych. Hunt gra Jamie Stemple Buchman będącą specjalistą ds. public relations.

## Obsada
- Paul Reiser (Paul Buchman)
- Helen Hunt (Jamie Stemple Buchman)
- Anne Ramsay (Lisa Stemple)
- Leila Kenzle (Fran Devanow)
- Richard Kind (Dr Mark Devanow)
- John Pankow (Ira Buchman)
- Maui (Pies Murray)
- Cynthia Harris (Sylvia Buchman)
- Louis Zorich (Burt Buchman)
- Robin Bartlett (Debbie Buchman)
- Tommy Hinkley (Jay Selby)

### Stałe występy gościnne
- Jerry Adler (Pan Wicker)
- Judy Geeson (Maggie Conway)
- George O. Petrie (Sid)
- Paxton Whitehead (Hal, pierwszy i trzeci mąż Maggie)
- Jim Piddock (Hal, drugi mąż Maggie)
- Lisa Kudrow (Ursula Buffay)
- Suzie Plakson (Dr Joan Golfinos)
- Hank Azaria (Nat Ostertag)
- Mo Gaffney (Dr Sheila Kleinman)
- Nancy Dussault (Theresa Stemple 1992)
- Penny Fuller (Theresa Stemple 1993-1996)
- Carol Burnett (Theresa Stemple 1996-1999)
- Carroll O’Connor (Gus Stemple, ojciec Jamie 1996-1999)
- Patrick Bristow (Troy)
- Mel Brooks (Wujek Phil)

### Występy gościnne
- Andre Agassi
- Ed Asner
- John Astin
- Kevin Bacon
- Christie Brinkley
- Garth Brooks
- Mel Brooks
- Steve Buscemi
- Sid Caesar
- Dan Castellaneta
- William Christopher
- Ellen DeGeneres
- Lisa Edelstein
- Patrick Ewing
- Jamie Farr
- Barbara Feldon Diane "Spy Girl" Caldwell
- Janeane Garofalo Mabel Buchman (dorosła)
- John Gegenhuber Dr Ben
- Al Gore
- Seth Green
- Billy Joel
- Lisa Kudrow (Phoebe Buffay)
- Nathan Lane
- Cyndi Lauper (zdobywczyni Emmy)
- Michael Richards (Cosmo Kramer)
- Eugene Levy
- Jerry Lewis
- Lyle Lovett
- Mark McGwire
- Larry Miller
- Yoko Ono
- Paul Parducci (Dante)
- Beata Poźniak
- Regis Philbin
- Carl Reiner (Alan Brady)
- Al Roker
- Alan Ruck
- Jerry Seinfeld
- Eric Stoltz (były chłopak Jamie)
- Patrick Warburton
- Bruce Willis
- Steven Wright